# 퍼블릭 코멘트
퍼블릭 코멘트(Public Comment)란 시민들이 시정 현안 등에 대해 입장을 밝히고 시장과 시의원은 의무적으로 경청하는 제도이다.
이는 대중에게 영향을 미치는 문제에 대한 대중의 의견을 구하는 규제 과정이다. 주요 목표는 대규모 프로젝트 또는 법률 및 정책에서 효율성, 투명성 및 대중 참여를 개선하는 것이다. 일반적으로 통지(협의할 문제를 공개하기 위해), 협의(정보 및 의견 교환의 양방향 흐름) 및 참여(정책 또는 법률 초안에 이익 집단 참여)가 포함된다. 협의에서 다양한 수준의 커뮤니티 참여를 이해하기 위해 자주 사용되는 도구는 아른스테인(Arnstein)의 사다리로 알려져 있지만 일부 학자들은 아른스테인의 사다리가 상황에 따라 다르며 보편적인 도구가 아니라고 이의를 제기한다. 비효율적인 상담은 진정한 참여적 의사 결정이 아닌 의무 또는 표시로 이루어진 미용 상담(cosmetic consultation)으로 간주된다.

## 같이 보기
- 정치적 자유
- 언론의 자유
- 상징적 언론